# 2019年至2020年德国足协杯
2019年至2020年德国足协杯是采取淘汰制的德国足协杯的第77届赛事。这项赛事由德国足球协会运营，它被视为继德国足球甲级联赛之后，德国足球第二重要的俱乐部锦标。共有64支球队参与本届赛事角逐，其中包括参加了上一赛季德甲和德乙的所有俱乐部。赛事共分为六轮，首轮比赛于2018年8月9日开始，并至2020年5月23日结束。决赛将在柏林奥林匹克体育场举行，这座名副其实的中立场地自1985年以来一直承办决赛。本届赛事的卫冕冠军为德甲球队拜仁慕尼黑，它们在去季决赛中以3比0击败了RB莱比锡。
德国足协杯的优胜者将自动获得2020-21赛季欧洲联赛分组赛阶段的参赛资格。若优胜球队已通过德甲排名取得欧洲冠军联赛的参赛资格，那么该欧洲联赛资格将由德甲第六名球队获得，而德甲第七名球队将顺延参加欧洲联赛的第二轮资格赛。优胜球队还将在下赛季初主办2020年德国超级杯，并将对阵2019-20赛季德甲冠军。

## 赛制

### 参赛资格
德国足协杯是以64支球队开始角逐。去季德甲和德乙的全部36支球队，以及德丙的前四名球队自动获得参赛资格。剩余的名额中有21个给予各地区足球协会，即地区足协杯冠军。最后的3个名额，则给予三个拥有最多男子球队的地区协会，当前为巴伐利亚、下萨克森和威斯特法伦。其中下萨克森的名额是给予下萨克森杯亚军；而巴伐利亚及威斯特法伦的名额分别给予巴伐利亚地区联赛和威斯特法伦高级联赛中表现最好的业余俱乐部。由于每支球队都有权参加地方赛事以争取从各地足协杯突围，因此原则上每支球队都可以竞争德国足协杯。预备队不允许参赛，因此不会出现同一协会或组织有两支相同球队参赛的情况。

### 抽签
不同的轮次将按照如下规则进行抽签：
在第一轮，参赛球队将被分成两个档次的各32支球队。第一档包括通过地区杯赛晋级的球队、德丙联赛的前四名球队和德乙联赛的后四名球队。这一档次的每支球队都将被抽至对阵第二档次球队，后者包括所有剩余的职业球队。在此过程中，第一档球队将被设定为主场作战。
两档方案也适用于第二轮，晋级的德丙球队以及/或业余球队分为第一档，而其它晋级的职业球队则分在第二档。然而根据第一轮的结果，此时的分档并不需要具有相同的数量。一旦第一档出现空缺，剩余的对阵将在第二档球队中进行抽签，先被抽出的球队将进行主场作战。
对于再往后的轮次或决赛，将归为同一个档次进行抽签。任何晋级的德丙球队以及/或业余球队将成为主队——如果他们抽中的是职业球队。而在其他情况下，先被抽出的球队将进行主场作战。
决赛将在柏林奥林匹克体育场作为中立场地举行。首场半决赛的胜者会被视为“主队”，可优先选择出赛球衣。

### 比赛规则
比赛时间为90分钟，分为各45分钟的两个半场进行。若90分钟的常规比赛内战成平局，则需进行两个半场为期15分钟的加时赛；若加时赛仍未分出胜负，则需进行点球大战决胜。首先主罚点球的球队将通过掷硬币决定。每队共有7名球员允许出现在替补席，常规时间内最多可换3人。经IFBA于2016年批准后，作为试点项目的一部分，允许在加时赛使用第4个换人名额。从四分之一决赛开始，德国足协杯的所有比赛场次都将使用视频助理裁判（VAR）。尽管技术上可行，VAR却不会在四分之一决赛前用于德甲球队的主场比赛，以便为所有的比赛提供统一的方针。

### 红黄牌
若球员在赛事期间累计获得5张黄牌，则将在下一场比赛中停赛。若球员在单场比赛中累计两张黄牌被罚下场，也将在下一场比赛中停赛。若球员在单场比赛中被红牌罚下，则将视情况而定被禁赛至少一场。

### 冠军资格
德国足协杯的冠军将自动获得来季欧洲联赛分组赛阶段的参赛资格。如果它已通过德甲联赛的排名入围更高级别的欧洲冠军联赛，其资格将授予联赛第六名；而欧洲联赛第三轮资格赛的资格则顺延授予联赛第七名。足协杯冠军还将在来季初期获得德国超级杯的主办权，对阵去季德甲联赛冠军——除非同一支球队同时赢得德甲联赛和德国足协杯，实现双冠王。在这种情况下，其资格将授予德甲联赛亚军。

## 参赛球队
以下64支球队获得了本届德国足协杯的参赛资格： 
| 德甲 18支球队来自2018–19赛季 | 德乙 18支球队来自2018–19赛季 | 德丙 前四名球队来自2018–19赛季 |
| - 奥格斯堡 - 柏林赫塔 - 云达不来梅 - 普鲁士多特蒙德 - 福尔图娜杜塞尔多夫 - 和睦法兰克福 - 弗赖堡 - 汉诺威96 - 霍芬海姆 - RB莱比锡 - 拜耳勒沃库森 - 美因茨05 - 普鲁士门兴格拉德巴赫 - 拜仁慕尼黑 - 纽伦堡 - 沙尔克04 - 斯图加特 - 沃尔夫斯堡 | - 厄尔士山奥厄 - 柏林联 - 阿米尼亚比勒费尔德 - 波鸿 - 达姆施塔特98 - 德累斯顿迪纳摩 - 杜伊斯堡 - 格罗伊特菲尔特 - 汉堡 - 海登海姆 - 因戈尔施塔特04 - 荷尔斯泰因基尔 - 科隆 - 马格德堡 - 帕德博恩07 - 雅恩雷根斯堡 - 桑德豪森 - 圣保利 | - 哈勒 - 卡尔斯鲁厄 - 奥斯纳布吕克 - 韦恩威斯巴登 |
| 地区足协代表 21个协会的24支球队（主要）来自2018年至2019年地区足协杯 | | |
| 巴登 - 瓦德霍夫曼海姆 巴伐利亚 - 维尔茨堡踢球者（杯赛冠军） - 艾希施泰特（联赛亚军） 柏林 - 维多利亚柏林 勃兰登堡 - 科特布斯能量 不来梅 - 上诺伊兰 汉堡 - 达森多夫 黑森 - 包纳塔尔                                                          | 下莱茵 - 乌丁根05 下萨克森 - 德罗赫特森/阿塞尔（德丙/地联杯冠军） - 阿特拉斯代尔门霍斯特（业余杯冠军） 梅克伦堡-前波美拉尼亚 - 汉莎罗斯托克 中莱茵 - 阿勒曼尼亚亚琛 莱茵兰 - 萨尔姆罗尔 萨尔兰 - 萨尔布吕肯 萨克森 - 开姆尼茨         | 萨克森-安哈尔特 - 日耳曼尼亚哈尔伯施塔特 石勒苏益格-荷尔斯泰因 - 吕贝克 南巴登 - 菲林根 西南 - 凯泽斯劳滕 图林根 - 诺德豪森勇敢 威斯特法伦 - 勒丁豪森（杯赛冠军） - 费尔（附加赛胜者） 符腾堡 - 乌尔姆1846 |

## 日程表

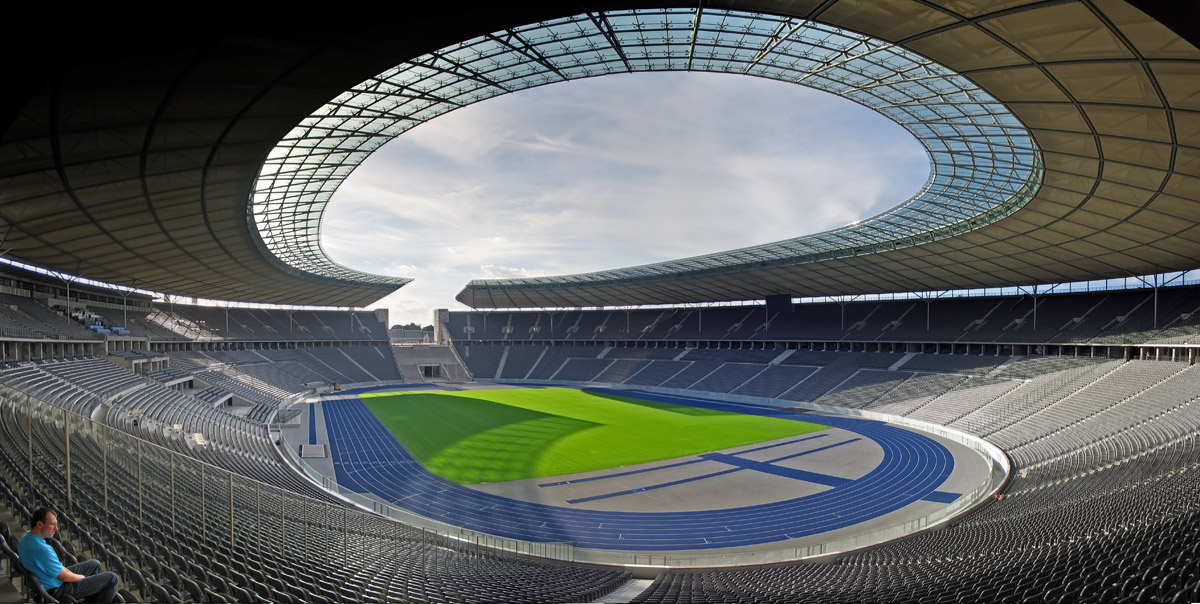
位于柏林的奥林匹克体育场将承办决赛

除非另有说明，所有抽签一般都将于每一轮后的周日傍晚18:00在多特蒙德的德国足球博物馆举行。德国电视一台的“体育纵览”栏目会对每轮抽签进行现场直播。从四分之一决赛开始，女子德国足协杯的抽签也将同时进行。
2019-20赛季的比赛轮次时间安排如下：
| 阶段         | 抽签日期      | 比赛日期                          |
| ------------ | ------------- | --------------------------------- |
| 第一圈       | 2019年6月15日 | 2019年8月9－12日                  |
| 第二圈       | 2019年8月18日 | 2019年10月29－30日                |
| 八分之一决赛 | 2019年11月3日 | 2020年2月4－5日                   |
| 四分之一决赛 | 2020年2月9日  | 2020年3月3－4日                   |
| 半决赛       | 2020年3月8日  | 2020年4月21－22日                 |
| 决赛         | 2020年3月8日  | 2020年5月23日于柏林奥林匹克体育场 |

## 比赛
总共63场比赛将从2019年8月9日开始第一圈角逐，至2020年5月23日于柏林奥林匹克体育场举行的决赛而结束。
2019年10月26日前以及2020年3月29日后使用欧洲中部夏令时间（UTC+02:00）。自2019年10月27日至2020年3月28日为欧洲中部时间 （UTC+01:00）。

### 第一圈
第一圈抽签仪式于2019年6月15日的18:00，即“体育纵览”栏目的播出时段在多特蒙德的德国足球博物馆举行。仪式由德国国家女子足球队队员尼娅·金策尔担任摇签嘉宾，而德国足协副主席彼得·弗里穆特则担任开签人。首圈32场比赛分别于2019年8月9日至12日举行。
| 2019年8月9日 | 乌丁根05 | 0–2  | 普鲁士多特蒙德 | 杜塞尔多夫                                               |
| 20:45        |          | 報告 | - 49' - 70'    | 場館： 水星娱乐竞技场 入場人數： 32,110 ： 萨沙·斯特格曼 |

| 2019年8月9日 | 因戈尔施塔特04 | 0–1  | 纽伦堡     | 因戈尔施塔特                                           |
| 20:45        |                | 報告 | 多韦丹 87' | 場館： 奥迪体育公园 入場人數： 14,348 ： 丹尼尔·西伯特 |

| 2019年8月9日 | 桑德豪森 | 0–1  | 普鲁士门兴格拉德巴赫 | 桑德豪森                                                      |
| 20:45        |          | 報告 | 19'                  | 場館： 哈德特森林BWT体育场 入場人數： 13,695 ： 罗伯特·哈特曼 |

| 2019年8月10日 | 凯泽斯劳滕                  | 2–0  | 美因茨05 | 凯泽斯劳滕                                                      |
| 15:30         | - 施塔克 63'（） - 皮克 90' | 報告 |          | 場館： 弗里茨·瓦尔特体育场 入場人數： 40,694 ： 菲利克斯·茨瓦尔 |

| 2019年8月10日 | 阿勒曼尼亚亚琛 | 1–4  | 拜耳勒沃库森                                    | 亚琛                                           |
| 15:30         | 巴塔里洛 56'   | 報告 | - 哈肯贝格 19'（乌龙球） - 39' - 贝利 72' - 88' | 場館： 蒂沃利 入場人數： 30,861 ： 马丁·彼得森 |

| 2019年8月10日 | 达森多夫 | 0–3  | 德累斯顿迪纳摩                  | 茨维考                                               |
| 15:30         |          | 報告 | - 37' - 布尔尼奇 75' - 勒泽 77' | 場館： GGZ竞技场 入場人數： 5,673 ： 约纳斯·魏肯迈尔 |

| 2019年8月10日 | 菲林根       | 1–3 (加時) | 福尔图娜杜塞尔多夫                       | 菲林根-施文宁根                                         |
| 15:30         | 乌阔 42'（） | 報告       | - 安波马 56' - 奥福里 102' - 亨宁斯 116' | 場館： MS工艺竞技场 入場人數： 8,000 ： 弗洛里安·赫夫特 |

| 2019年8月10日 | 德罗赫特森/阿塞尔 | 0–5  | 沙尔克04                                         | 德罗赫特森                                              |
| 15:30         |                   | 報告 | - 44' - 61', 83' - 卡利久里 65'（） - 梅尔詹 73' | 場館： 克丁格体育场 入場人數： 8,000 ： 米夏埃尔·巴赫尔 |

| 2019年8月10日 | 维多利亚柏林 | 0–1  | 阿米尼亚比勒费尔德 | 柏林                                                                      |
| 15:30         |              | 報告 | 福格尔萨默 15'     | 場館： 弗里德里希·路德维希·雅恩体育公园 入場人數： 4,503 ： 弗朗茨·博科普 |

| 2019年8月10日 | 费尔                          | 2–1  | 奥格斯堡     | 费尔                                                      |
| 15:30         | - 8'（乌龙球） - 沙伦贝格 23' | 報告 | 哈恩 83'（） | 場館： 体育会竞技场 入場人數： 4,198 ： 马蒂亚斯·约伦贝克 |

| 2019年8月10日 | 诺德豪森勇敢 | 1–4  | 厄尔士山奥厄                                          | 诺德豪森                                                         |
| 15:30         | 米克尔斯 22' | 報告 | - 鲍姆加特 38' - 霍赫沙伊特 57' - 特斯特略特 80', 84' | 場館： 阿尔伯特·昆茨体育公园 入場人數： 4,347 ： 克里斯托弗·京施 |

| 2019年8月10日 | 马格德堡 | 0–1 (加時) | 弗赖堡           | 马格德堡                                               |
| 15:30         |          | 報告       | 瓦尔德施密特 93' | 場館： MDCC竞技场 入場人數： 14,093 ： 哈尔姆·奥斯默斯 |

| 2019年8月10日                                       | 维尔茨堡踢球者                                    | 3–3 (加時) (4–5 )    | 霍芬海姆1899      | 维尔茨堡                                                 |
| 18:30                                               | - 考夫曼 68' - 弗雷内济 75'（） - 普法伊费尔 114' | 報告                 | - 29' - 54' - 99' | 場館： 福莱尔拉姆竞技场 入場人數： 10,000 ： 圭多·温克曼 |
|                                                     |                                                   |                      |                   |                                                          |
| - 黑格勒 - 舒潘 - 考夫曼 - 弗雷内济 - 维德曼 - 汉森 |                                                   | - 鲁迪 - 鲁普 - 波施 |                   |                                                          |

| 2019年8月10日 | 包纳塔尔                      | 2–3  | 波鸿                     | 包纳塔尔                                                  |
| 18:30         | - 布拉胡特 32' - 施拉德 45+2' | 報告 | 冈武拉 17'（）, 70', 73' | 場館： 公园体育场 入場人數： 5,748 ： 沃尔夫冈·哈塞尔贝格 |

| 2019年8月10日 | 乌尔姆1846 | 0–2  | 海登海姆                         | 乌尔姆                                                       |
| 18:30         |            | 報告 | - 莱佩茨 7' - 施纳特雷尔 71'（） | 場館： 多瑙体育场 入場人數： 19,000 ： 弗洛里安·巴德施蒂布纳 |

| 2019年8月10日 | 阿特拉斯代尔门霍斯特 | 1–6  | 云达不来梅                                         | 不来梅                                                           |
| 20:45         | 施密特 30'           | 報告 | - 大迫勇也 10' - 19' - 拉希察 37' - 40' - 68', 74' | 場館： 住房投资威悉体育场 入場人數： 41,500 ： 帕特里克·伊特里希 |

| 2019年8月11日 | 萨尔姆罗尔 | 0–6  | 荷尔斯泰因基尔                                              | 萨尔姆塔尔                                                |
| 15:30         |            | 報告 | - 巴库 39', 65', 76' - 李在城 54' - 阿坦加 63' - 波拉特 88' | 場館： 萨尔姆塔尔体育场 入場人數： 6,500 ： 托尔本·席韦尔 |

| 2019年8月11日 | 日耳曼尼亚哈尔伯施塔特 | 0–6  | 柏林联                                                                 | 哈尔伯施塔特                                          |
| 15:30         |                        | 報告 | - 施洛特贝克 27' - 65' - 伦茨 67' - 梅斯 71' - 安德里希 76' - 乌贾 89' | 場館： 和平体育场 入場人數： 6,000 ： 托比亚斯·莱切尔 |

| 2019年8月11日                         | 勒丁豪森                         | 3–3 (加時) (2–4 )        | 帕德博恩07                             | 勒丁豪森                                                   |
| 15:30                                 | - 恩格尔曼 53' - 洛科奇 79', 85' | 報告                     | - 28' - 安特维-阿德耶 43' - 马姆巴 73' | 場館： 黑克尔-维恩体育场 入場人數： 2,236 ： 阿内·阿尔宁克 |
|                                       |                                  |                          |                                        |                                                            |
| - 洛科奇 - 巴克查特 - 沃尔夫 - 斯特芬 |                                  | - 贾苏拉 - 柯林斯 - 考利 |                                        |                                                            |

| 2019年8月11日 | 瓦德霍夫曼海姆                  | 3–5  | 和睦法兰克福                           | 曼海姆                                                      |
| 15:30         | - 苏莱曼尼 3', 11' - 马克斯 72' | 報告 | - 鎌田大地 21' - 45+1' - 76', 81', 88' | 場館： 卡尔·本茨体育场 入場人數： 24,302 ： 菲利克斯·布吕希 |

| 2019年8月11日 | 上诺伊兰 | 1–6  | 达姆施塔特98                                                        | 不来梅                                                         |
| 15:30         | 约贝 48' | 報告 | - 施内尔哈特 32' - 梅勒姆 37' - 杜尔孙 43', 56', 75' - 斯卡尔克 89' | 場館： 弗洛里安·韦尔曼体育场 入場人數： 4,500 ： 帕斯卡尔·穆勒 |

| 2019年8月11日 | 萨尔布吕肯                       | 3–2  | 雅恩雷根斯堡                      | 弗尔克林根                                                       |
| 15:30         | - 尤尔歇尔 53', 90+3' - 蔡茨 76' | 報告 | - 贝苏希科 64'（） - 格吕特纳 74' | 場館： 赫尔曼·诺伊贝格尔体育场 入場人數： 4,000 ： 斯文·瓦希茨基 |

| 2019年8月11日                                      | 吕贝克                                   | 3–3 (加時) (3–4 )                                | 圣保利                                       | 吕贝克                                                     |
| 15:30                                              | - 戴希曼 9' - 蒂埃尔 55' - 阿尔斯兰 115' | 報告                                             | - 索博塔 63' - 迪亚曼塔科斯 66' - 克诺尔 94' | 場館： 植鞣磨坊体育场 入場人數： 15,292 ： 弗兰克·维伦博格 |
|                                                    |                                          |                                                  |                                              |                                                            |
| - 阿尔斯兰 - 马龙 - 哈尔克 - 马托维纳 - 费尔南德斯 |                                          | - 索博塔 - 霍夫曼 - 兰克福德 - 布赫特曼 - 克诺尔 |                                              |                                                            |

| 2019年8月11日 | 艾希施泰特 | 1–5  | 柏林赫塔                     | 因戈尔施塔特04                                      |
| 15:30         | 屈格尔 51' | 報告 | - 11' - 12', 31' - 62' - 75' | 場館： 奥迪体育公园 入場人數： 7,030 ： 蒂莫·格拉赫 |

| 2019年8月11日 | 奥斯纳布吕克                       | 2–3  | RB莱比锡        | 奥斯纳布吕克                                                 |
| 15:30         | - 阿门伊多 9' - 阿尔瓦雷兹 73'（） | 報告 | - 7', 31' - 29' | 場館： 不来梅桥畔体育场 入場人數： 16,667 ： 托比亚斯·施蒂勒 |

| 2019年8月11日                                              | 开姆尼茨                      | 2–2 (加時) (5–6 )                                       | 汉堡               | 开姆尼茨                                                   |
| 18:30                                                      | - 博季奇 57'（） - 朗格尔 68' | 報告                                                    | - 62' - 基特尔 75' | 場館： 格勒特街畔体育场 入場人數： 13,130 ： 罗伯特·坎普卡 |
|                                                            |                               |                                                         |                    |                                                            |
| - 穆勒 - 萨莫夫 - 邦加 - 朔彭豪尔 - 塔利希 - 伊特 - 雷德曼 |                               | - 基特尔 - 纳赖 - 温茨海默 - 哈伊罗 - 范德龙赫伦 - 法因 |                    |                                                            |

| 2019年8月11日 | 杜伊斯堡                   | 2–0  | 格罗伊特菲尔特 | 杜伊斯堡                                                         |
| 18:30         | - 达施纳 4' - 阿布塔特 14' | 報告 |                | 場館： 绍因斯兰旅游竞技场 入場人數： 14,000 ： 克里斯蒂安·丁格特 |

| 2019年8月11日                            | 韦恩威斯巴登                | 3–3 (加時) (2–3 )              | 科隆                                    | 威斯巴登                                              |
| 18:30                                    | - 洛希 53', 56' - 凯勒 118' | 報告                           | - 科尔多瓦 39' - 凯因茨 42' - 绍布 107' | 場館： 碧然德竞技场 入場人數： 8,000 ： 罗伯特·施罗德 |
|                                          |                             |                                |                                         |                                                       |
| - 库恩 - 居尔 - 古特赫尔 - 凯勒 - 阿贾尼 |                             | - 特罗德 - 凯因茨 - Verstraete |                                         |                                                       |

| 2019年8月12日 | 哈勒                                 | 3–5 (加時) | 沃尔夫斯堡                                         | 哈勒                                                     |
| 18:30         | - 德林库特 43' - 迈 57' - 费奇 90+2' | 報告       | - 44' - 格哈特 49' - 威廉 70' - 92' - 布雷卡洛 94' | 場館： 天然气体育公园 入場人數： 13,500 ： 马库斯·施密特 |

| 2019年8月12日 | 卡尔斯鲁厄                          | 2–0  | 汉诺威96 | 卡尔斯鲁厄                                           |
| 18:30         | - 格罗楚雷克 53' - 瓦尼切克 61'（） | 報告 |          | 場館： 苑囿体育场 入場人數： 11,779 ： 本亚明·科图斯 |

| 2019年8月12日 | 汉莎罗斯托克 | 0–1  | 斯图加特         | 罗斯托克                                                   |
| 18:30         |              | 報告 | 艾尔加迪乌伊 19' | 場館： 波罗的海体育场 入場人數： 24,000 ： 斯文·雅布隆斯基 |

| 2019年8月12日 | 科特布斯能量   | 1–3  | 拜仁慕尼黑                                   | 科特布斯                                               |
| 20:45         | 塔兹 90+3'（） | 報告 | - 莱万多夫斯基 32' - 科芒 65' - 戈雷茨卡 85' | 場館： 友谊体育场 入場人數： 20,602 ： 巴斯蒂安·丹克特 |

### 第二圈
第二圈抽签仪式于2019年8月18日的18:00，即德国电视一台“体育纵览”栏目的播出时段在多特蒙德的德国足球博物馆举行。仪式由德国国家足球队的前国脚担任摇签嘉宾，而时任德國21歲以下國家足球隊主教练的斯特凡·昆茨则担任开签人。全部16场比赛分别于2019年10月29日和30日举行。
| 2019年10月29日 | 汉堡    | 1–2 (加時) | 斯图加特                        | 汉堡                                                       |
| 18:30          | 16'（） | 報告       | - 冈萨雷斯 2'（） - 加迪维 113' | 場館： 人民公园体育场 入場人數： 45,503 ： 巴斯蒂安·丹克特 |

| 2019年10月29日 | 萨尔布吕肯                             | 3–2  | 科隆               | 弗尔克林根                                                     |
| 18:30          | - 朔尔希 53' - 尤尔歇 57' - 延尼克 90' | 報告 | - 70' - 特罗德 84' | 場館： 赫尔曼·诺伊贝格尔体育场 入場人數： 6,800 ： 马丁·彼得森 |

| 2019年10月29日 | 弗赖堡     | 1–3  | 柏林联                            | 弗赖堡                                                 |
| 18:30          | 科赫 45+2' | 報告 | - 梅斯 36' - 安德里希 87' - 90+2' | 場館： 黑森林体育场 入場人數： 24,000 ： 罗伯特·坎普卡 |

| 2019年10月29日 | 杜伊斯堡 | 0–2  | 霍芬海姆1899         | 杜伊斯堡                                                     |
| 18:30          |          | 報告 | - 53' - 阿达米扬 59' | 場館： 绍因斯兰旅游竞技场 入場人數： 14,306 ： 泽伦·施托克斯 |

| 2019年10月29日 | 波鸿                 | 1–2  | 拜仁慕尼黑                | 波鸿                                                         |
| 20:00          | 戴维斯 35'（乌龙球） | 報告 | - 格纳布里 83' - 穆勒 89' | 場館： 福诺菲亚鲁尔体育场 入場人數： 26,600 ： 罗伯特·施罗德 |

| 2019年10月29日 | 阿米尼亚比勒费尔德      | 2–3  | 沙尔克04              | 比勒费尔德                                             |
| 20:45          | - 克洛斯 72' - 苏库 77' | 報告 | - 16' - 拉曼 25', 31' | 場館： 旭格竞技场 入場人數： 26,203 ： 曼努埃尔·格雷费 |

| 2019年10月29日 | 达姆施塔特98 | 0–1  | 卡尔斯鲁厄 | 达姆施塔特                                                               |
| 20:45          |              | 報告 | 85'        | 場館： 博伦法尔门畔默克体育场 入場人數： 11,240 ： 弗洛里安·巴德施蒂卜纳 |

| 2019年10月29日 | 拜耳勒沃库森 | 1–0  | 帕德博恩07 | 勒沃库森                                               |
| 20:45          | 阿拉里奥 25' | 報告 |            | 場館： 拜耳竞技场 入場人數： 14,000 ： 斯文·雅布隆斯基 |

| 2019年10月30日 | 沃尔夫斯堡 | 1–6  | RB莱比锡                                     | 沃尔夫斯堡                                                 |
| 18:30          | 89'        | 報告 | - 13'（乌龙球） - 55' - 58' - 61' - 68', 88' | 場館： 大众汽车竞技场 入場人數： 17,705 ： 菲利克斯·茨瓦尔 |

| 2019年10月30日 | 云达不来梅                             | 4–1  | 海登海姆             | 不来梅                                               |
| 18:30          | - 拉希察 6' - 11' - 18' - 弗里德尔 41' | 報告 | 施纳特雷尔 45+1'（） | 場館： 威悉体育场 入場人數： 38,663 ： 丹尼尔·施拉格 |

| 2019年10月30日                                                                     | 费尔         | 1–1 (加時) (8–7 )                                                              | 荷尔斯泰因基尔 | 费尔                                                    |
| 18:30                                                                              | 黑克尔 45+1' | 報告                                                                           | 塞拉 13'       | 場館： 体育会竞技场 入場人數： 5,153 ： 克里斯托夫·京施 |
|                                                                                    |              |                                                                                |                |                                                         |
| - 扬季奇 - 拉赫 - 里茨卡 - 霍罗巴 - 施罗德 - 黑德尔 - 施特克纳 - 安祖亚纳 - 薛普纳 |              | - 瓦尔 - 赫利菲 - 米林 - 波拉特 - 伊约哈 - 李在城 - 施密特 - 埃贝魏因 - 诺伊曼 |                |                                                         |

| 2019年10月30日                                              | 凯泽斯劳滕           | 2–2 (加時) (6–5 )                          | 纽伦堡                  | 凯泽斯劳滕                                                  |
| 18:30                                                       | 蒂勒 8'（）, 74'（） | 報告                                       | - 耶格尔 15' - 弗赖 89' | 場館： 弗里茨·瓦尔特体育场 入場人數： 21,714 ： 圭多·温克曼 |
|                                                             |                      |                                            |                         |                                                             |
| - 克劳斯 - 勒泽尔 - 斯塔克 - 屈尔韦特 - 黑姆莱 - 比亚尔纳松 |                      | - 哈克 - 多韦丹 - 弗赖 - 索伦森 - 汉德韦克 |                         |                                                             |

| 2019年10月30日 | 普鲁士多特蒙德 | 2–1  | 普鲁士门兴格拉德巴赫 | 多特蒙德                                                   |
| 20:45          | 77', 80'       | 報告 | 71'                  | 場館： 西格纳伊度纳公园 入場人數： 79,800 ： 本亚明·科图斯 |

| 2019年10月30日 | 圣保利         | 1–2  | 和睦法兰克福 | 汉堡                                                         |
| 20:45          | 索博塔 42'（） | 報告 | 4', 16'      | 場館： 米勒恩门体育场 入場人數： 29,373 ： 马蒂亚斯·约伦贝克 |

| 2019年10月30日                          | 柏林赫塔                      | 3–3 (加時) (5–4 )                                   | 德累斯顿迪纳摩                            | 柏林                                                       |
| 20:45                                   | - 48' - 杜达 85'（） - 120+2' | 報告                                                | - 科内 36' - 埃伯特 90'（） - 斯托尔 107' | 場館： 奥林匹克体育场 入場人數： 70,429 ： 托比亚斯·施蒂勒 |
|                                         |                               |                                                     |                                           |                                                            |
| 進球 · 進球 · 進球 · 射失 · 進球 · 進球 |                               | - 埃伯特 - 霍尔法特 - 穆勒 - 科内 - 斯托尔 - 埃勒斯 |                                           |                                                            |

| 2019年10月30日 | 福尔图娜杜塞尔多夫          | 2–1  | 厄尔士山奥厄 | 杜塞尔多夫                                                 |
| 20:45          | - 亨宁斯 45'（） - 努胡 75' | 報告 | 克吕格 12'   | 場館： 水星娱乐竞技场 入場人數： 20,141 ： 托比亚斯·赖歇尔 |

### 八分之一决赛
八分之一决赛抽签仪式于2019年11月3日的18:00，即德国电视一台“体育纵览”栏目的播出时段在多特蒙德的德国足球博物馆举行。仪式由德国国家女子足球队的现役国脚图里德·克纳克接替因病缺席的前高山滑雪运动员菲利克斯·诺伊罗伊特担任摇签嘉宾，而时任德国国家足球队守门员教练的安德烈亚斯·克普克则担任开签人。与前几圈抽签不同，所有签球都从同一个底池中抽出。全部8场比赛分别于2020年2月4日和5日举行。
与过去两个赛季仅在四分之一决赛中才使用視頻助理裁判不同，该赛季早自第二圈的比赛中便已开始使用。
| 2020年2月4日 | 和睦法兰克福           | 3–1  | RB莱比锡   | 法兰克福                                                   |
| 18:30        | - 17'（） - 51', 90+5' | 報告 | 奥尔莫 69' | 場館： 商业银行竞技场 入場人數： 47,400 ： 菲利克斯·布里希 |

| 2020年2月4日 | 凯泽斯劳滕            | 2–5  | 福尔图娜杜塞尔多夫                                      | 凯泽斯劳滕                                                    |
| 18:30        | 屈尔韦特 10', 39'（） | 報告 | - 安波马 9' - 亨宁斯 49', 78' - 齐默曼 65' - 施特格 83' | 場館： 弗里茨·瓦尔特体育场 入場人數： 35,340 ： 马库斯·施密特 |

| 2020年2月4日 | 沙尔克04                | 3–2 (加時) | 柏林赫塔           | 盖尔森基兴                                                 |
| 20:45        | - 76' - 82' - 拉曼 115' | 報告       | - 科普克 12' - 39' | 場館： 费尔廷斯竞技场 入場人數： 53,525 ： 哈尔姆·奥斯默斯 |

| 2020年2月4日 | 云达不来梅               | 3–2  | 普鲁士多特蒙德   | 不来梅                                                     |
| 20:45        | - 16' - 30' - 拉希察 70' | 報告 | - 67' - 雷纳 78' | 場館： 住房投资威悉体育场 入場人數： 41,616 ： 圭多·温克曼 |

| 2020年2月5日 | 拜耳勒沃库森                            | 2–1  | 斯图加特       | 勒沃库森                                                   |
| 18:30        | - 布雷德洛 72'（乌龙球） - 阿拉里奥 83' | 報告 | 瓦芒吉图卡 85' | 場館： 拜耳竞技场 入場人數： 20,000 ： 毕碧安娜·施泰因豪斯 |

| 2020年2月5日 | 费尔 | 0–1  | 柏林联       | 费尔                                                    |
| 18:30        |      | 報告 | 安德里希 85' | 場館： 体育会竞技场 入場人數： 5,135 ： 斯文·雅布隆斯基 |

| 2020年2月5日 | 拜仁慕尼黑                                         | 4–3  | 霍芬海姆1899                              | 慕尼黑                                               |
| 20:45        | - 12'（乌龙球） - 穆勒 20' - 莱万多夫斯基 36', 80' | 報告 | - 博阿滕 8'（乌龙球） - 达布尔 82', 90+2' | 場館： 安联竞技场 入場人數： 71,500 ： 萨沙·斯特格曼 |

| 2020年2月5日                               | 萨尔布吕肯 | 0–0 (加時) (5–3 )            | 卡尔斯鲁厄 | 弗尔克林根                                                       |
| 20:45                                      |            | 報告                         |            | 場館： 赫尔曼·诺伊贝格尔体育场 入場人數： 6,800 ： 泽伦·施托克斯 |
|                                            |            |                              |            |                                                                  |
| - 泽尔纳 - 戈里 - 蔡茨 - 米奥特克 - 朔尔希 |            | - 久里欽 - 皮索特 - 瓦尼策克 |            |                                                                  |

### 四分之一决赛
四分之一决赛抽签仪式于2020年2月9日的18:00，即德国电视一台“体育纵览”栏目的播出时段在多特蒙德的德国足球博物馆举行。仪式由德国国家足球队的前国脚卡考担任摇签嘉宾，而德国足协秘书长弗雷德里希·库蒂乌斯则担任开签人。全部四场比赛分别于2020年3月3日和4日举行。
| 2020年3月3日                                                                            | 萨尔布吕肯 | 1–1 (加時) (7–6 )                                        | 福尔图娜杜塞尔多夫 | 弗尔克林根                                                       |
| 18:30                                                                                   | 延尼克 31' | 報告                                                     | 90'                | 場館： 赫尔曼·诺伊贝格尔体育场 入場人數： 6,800 ： 德尼兹·艾泰金 |
|                                                                                         |            |                                                          |                    |                                                                  |
| - 策尔纳 - 雅各布 - 蔡茨 - 戈雷 - 朔尔希 - 安德里斯特 - 弗勒泽 - 巴里拉 - 延尼克 - 穆勒 |            | - 艾汉 - 亨宁斯 - 卡拉曼 - 凯文·施特格 - 齐默曼 - 安波马 |                    |                                                                  |

| 2020年3月3日 | 沙尔克04 | 0–1  | 拜仁慕尼黑 | 盖尔森基兴                                                 |
| 20:45        |          | 報告 | 基米希 40' | 場館： 费尔廷斯竞技场 入場人數： 62,271 ： 托比亚斯·施蒂勒 |

| 2020年3月4日 | 拜耳勒沃库森               | 3–1  | 柏林联       | 勒沃库森                                             |
| 18:30        | - 72' - 86' - 迪亚比 90+1' | 報告 | 英瓦尔森 39' | 場館： 拜耳竞技场 入場人數： 18,453 ： 本亚明·科图斯 |

| 2020年3月4日 | 和睦法兰克福               | 2–0  | 云达不来梅 | 法兰克福                                                   |
| 20:45        | - 45+6'（） - 鎌田大地 60' | 報告 |            | 場館： 商业银行竞技场 入場人數： 51,500 ： 菲利克斯·茨瓦耶 |

### 半决赛
半决赛的抽签仪式于2020年3月8日举行，由德国国家女子足球队门将阿尔穆特·舒尔特担任摇签嘉宾，而德国足协副主席彼得·弗里穆特则担任开签人。
来自西南地区联赛的萨尔布吕肯成为德国足协杯历史上首个晋身半决赛的第四级别联赛球队。两场半决赛原定于2020年4月21和22日举行，但因受到2019冠状病毒病德国疫情的影响而被推迟。根据德国足协在2020年5月11日的决定，比赛将于6月9日至10日以闭门作赛的方式举行。
| 2020年6月9日 | 萨尔布吕肯 | 0-3  | 拜耳勒沃库森                      | 弗尔克林根                                                 |
| 20:45        |            | 報告 | - 迪亚比 11' - 阿拉里奥 19' - 58' | 場館： 赫尔曼·诺伊贝格尔体育场 入場人數： 0 ： 圭多·温克曼 |

| 2020年6月10日 | 拜仁慕尼黑                      | 2–1  | 和睦法兰克福 | 慕尼黑                                          |
| 20:45         | 佩里希奇 14' · 莱万多夫斯基 74' | 報告 | 69'          | 場館： 安联竞技场 入場人數： 0 ： 马尔科·弗里茨 |

### 决赛
决赛将于2020年7月4日在柏林的奥林匹克体育场举行。
| 2020年7月4日 20:00 CEST |

| 拜耳勒沃库森         | 2–4  | 拜仁慕尼黑                                          |
| -------------------- | ---- | --------------------------------------------------- |
| - S· 64' - 90+5'（） | 報告 | - 阿拉巴 16' - 格纳布里 24' - 莱万多夫斯基 59', 89' |

| 柏林奥林匹克体育场 觀眾人數：0 ：托比亚斯·韦尔茨（威斯巴登） |